# Terang Boelan

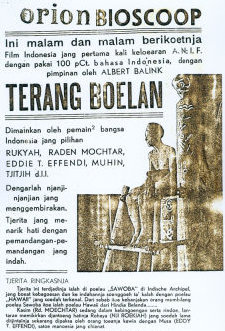
Filmposter

Terang Boelan (indonesisch Terang bulan [təˈraŋ buˈlan], deutsch ‚Mondschein‘) ist ein indonesischer Film des Regisseurs Albert Balink aus dem Jahr 1937.
Seit den 1970ern gilt der Film als verschollen.

## Hintergrund
Die Produktion des 1937 hergestellten Films löste in der indonesischen Filmbranche einen ersten Boom aus. Es handelt sich dabei um eine Kooperation zwischen dem niederländischen Regisseur Albert Balink, den Gebrüdern Wong, die für die Filmtechnik verantwortlich waren, und dem Journalisten Saroen, der das Drehbuch schrieb. Er verdeutlicht das Grundmuster des indonesischen Unterhaltungsfilmgenres und orientierte sich an der im Vorjahr erschienenen Hollywood-Produktion The Jungle Princess. Diese spielt im Dschungel von Malaysia. Zudem wurden in dem Film Elemente aus unterschiedlichen Genres wie Musicals oder Melodramen, aber auch actionreiche Kampfszenen verwendet. Aus dieser Produktion stammen die ersten als Filmstars bezeichneten Schauspieler wie etwa die Hauptdarstellerin Nji Roekiah, die zudem als Sängerin und Bühnenschauspielerin bekannt war. Die weibliche Hauptrolle ähnelt dabei dem männlichen Pendant der Tarzan-Verfilmungen. Der Film wird durch Kroncongmelodien untermalt, was zu seinem Erfolg beitrug. Er wurde am 8. Dezember 1937 erstmals im Rex-Theater in der Hauptstadt Batavia vor nahezu ausverkauftem Haus aufgeführt.